# 湘山酒
湘山酒是廣西全州县出产的一种小曲米香型白酒，源于1954年当地成立的全州私营酒联一社，后数度易名。和三花酒以中药入曲不同，湘山酒以纯种根霉菌入曲，所以虽同为米香型白酒，三花酒则口感均衡，以稻香为主体；但湘山酒口感清纯，以花蜜香为主。入选中国地理标志保护产品。